# Laméspitze

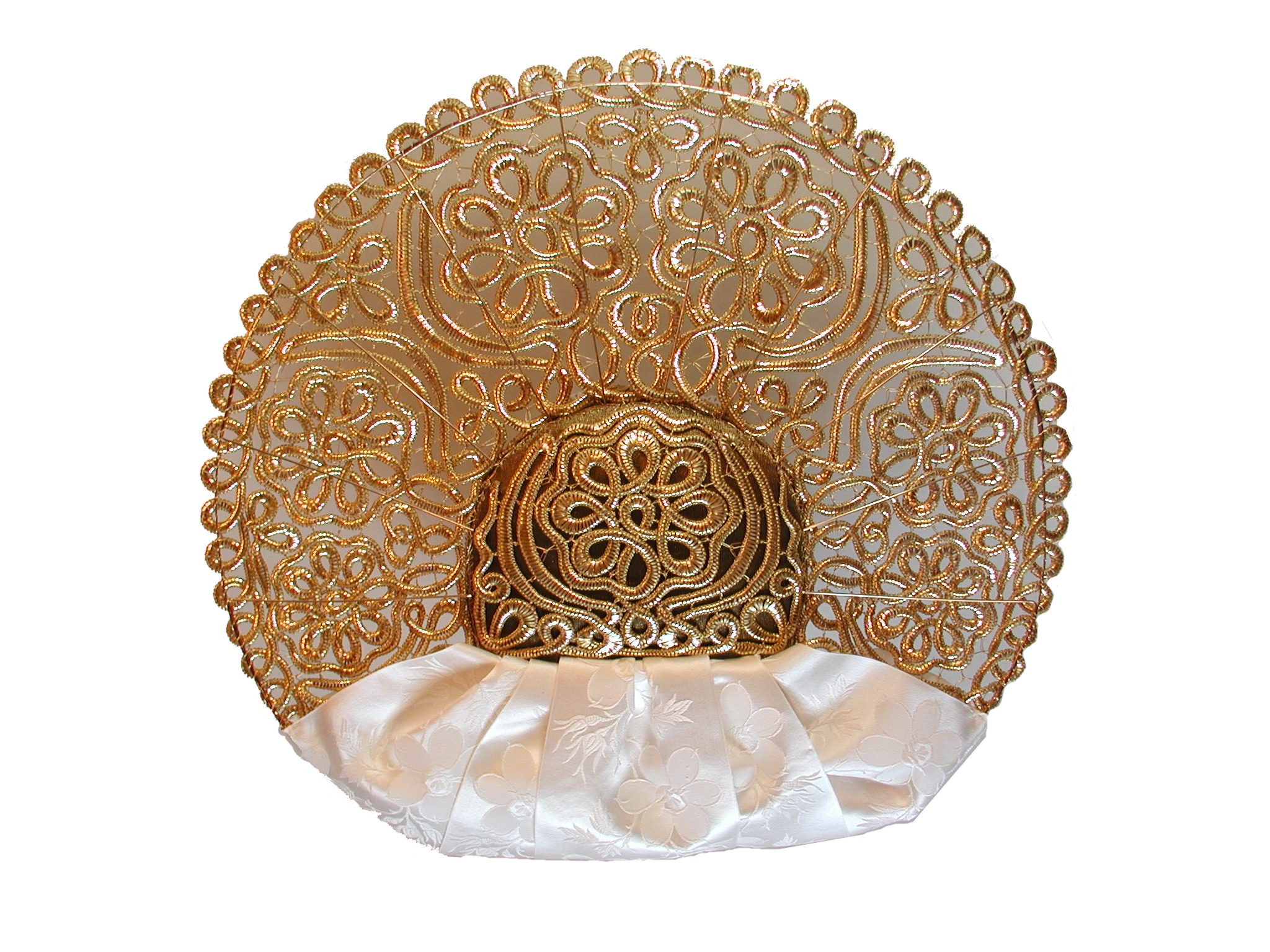
Radhaube aus Feldkirch

Laméspitze ist eine hauptsächlich aus feinen, flachgewalzten Metalldrähten (Lamé) gefertigte Spitze. Neben dem Lamé, auch Plattfaden, Plätt oder Plasch genannt, werden auch Lahnfaden (Sprenggold) und feine Hanfschnüre in der Spitze verarbeitet. Mündlich überliefert ist auch die Bezeichnung Russischer Klöppelschlag. In Deutschland hat sich zum Teil die Bezeichnung Hohlspitze eingebürgert.
Bekannt ist die Laméspitze von der Bodensee-Radhaube und anderen Trachtenhauben. Aber auch in der jüdischen Kultur des 19. Jahrhunderts findet man zahlreiche Beispiele vor allem an Priestergewändern (Gebetsschal, Mützen u. a.); hier wurde die Spitze Shpanyer Arbet genannt. Nach der Vertreibung der Juden aus Spanien im Mittelalter sollen diese die Technik nach Russland gebracht haben.